# BSG80 - The Super Scouts (2)
The Super Scouts (2) is de vijfde aflevering van de sciencefictionserie Galactica 1980.

## Rolverdeling

### Hoofdrollen
- Commander Adama - Lorne Greene
- Boomer - Herbert Jefferson, Jr.
- Kapitein Troy - Kent McCord
- Luitenant Dillon - Barry Van Dyke
- Jamie Hamilton - Robyn Douglass
- Dokter Zee - Patrick Stuart

### Gastrollen
- Kolonel Sydell - Allan Miller
- Sheriff Elsworth - John Quade
- Collins - Michael Swan

## Synopsis
Een aantal van de kinderen raakt ziek nadat ze water uit een verontreinigde bron hebben gedronken. Onder leiding van de journaliste Jamie proberen Troy en Dillon met omwonenden de vervuilende chemische fabriek te sluiten.